# Pignan
Pignan este o comună în departamentul Hérault din sudul Franței. În 2009 avea o populație de 6.250 de locuitori.

## Evoluția populației
| An        | 1975  | 1982  | 1990  | 1999  | 2006  | 2009  |
| --------- | ----- | ----- | ----- | ----- | ----- | ----- |
| Populație | 2.677 | 3.319 | 4.097 | 5.665 | 6.047 | 6.250 |